# Ellopostoma
Ellopostoma és un gènere de peixos de la família dels balitòrids i de l'ordre dels cipriniformes.

## Descripció
- Musell quadrat i oblic.
- Boca petita i protràctil.
- Un sol parell de barbetes sensorials.
- Ulls grossos.
- 35-38 dents faríngies.[2]

## Distribució geogràfica
Es troba a Àsia: Tailàndia, la Malàisia peninsular i l'oest de Borneo.

## Taxonomia
- Ellopostoma megalomycter (Vaillant, 1902)[11][12]
- Ellopostoma mystax (Tan & Lim, 2002)[13][5][14][15][16][17][18][19]

## Estat de conservació
Només Ellopostoma mystax apareix a la Llista Vermella de la UICN.